# Zagorica pri Rovah
Zagorica pri Rovah – wieś w Słowenii, w gminie Domžale. W 2018 roku liczyła 43 mieszkańców.